# Lucien Rault
Lucien Rault, né le 30 mars 1936 à Plouguenast, est un athlète français, spécialiste du cross  et courses de fond.

## Biographie
Il commence l'athlétisme à l'âge de 15 ans à l'AG Rostrenen. À 24 ans, en 1960, il signe à la JA Plouguenast et dès l'année suivante, il remporte son premier titre de champion de Bretagne de cross-country qui est le premier d'une série de 15 titres consécutifs, de 1961 à 1975.
C'est à 37 ans en juillet 1973 qu'il obtient son premier titre de champion de France, sur piste, sur le 10 000 m, en devançant son rival et ami Noël Tijou. En octobre 1973, il récidive, cette fois-ci sur 20 000 m sur piste, qu'il parcourt en 59 min 11 s, en battant par la même occasion le record de France détenu alors par Noël Tijou. Ce même jour, il établit également un nouveau record de France de l'heure sur piste en parcourant 20 km et 305 m, 5e performance mondiale de l'époque.
Durant l'hiver 1973-1974, Lucien Rault reprend le chemin des cross-country et décroche enfin à près de 38 ans le titre de champion de France après lequel il courait depuis le début de sa carrière. C'est à l'issue de cette course, se déroulant sur l'hippodrome du Touquet-Paris-Plage que Lucien Rault, décroché à la mi course par Noël Tijou, parvient à revenir sur son adversaire et à le dépasser sans lui jeter un œil, avant de franchir la ligne en vainqueur.
En 1976, il obtient sa qualification pour les Jeux olympiques de Montréal, grâce à une performance de 28 min 33 s réalisée le 5 juin 1976 en solitaire lors d'un meeting au stade de Courtemanche, à Rennes. Quatre ans plus tard, à 42 ans, il se classe 4e des championnats de France de cross et obtient sa sélection en équipe de France pour les Championnats du monde de cross-country 1978 qui ont lieu à Glasgow. Il termine 13e de la course individuelle et permet à l'équipe de France de remporter un titre historique de champion du monde par équipes, aux côtés de ses coéquipiers Pierre Lévisse, Radhouane Bouster, Alexandre Gonzalez, Thierry Watrice et Jean-Paul Gomez.
Il est fait Chevalier de la Légion d'honneur.

### Palmarès
- 32 sélections en équipe de France A dont 12 pour du cross-country, de 1963 à 1978
- 15 Championnat de Bretagne de cross-country de 1961 à 1975
- 8 fois champion inter régional de cross country
- 2 fois champion de France F.S.F. en 1960 et 1962 de cross country
- Champion de France de cross country en 1974
- 3 fois vice-champion de France, dont 2 fois en vétérans, en 1971, 1983 et 1984 de cross country
- Champion du monde de cross-country par équipes en 1978
- 2 fois médaillé de bronze par équipes aux 1974 et de 1976
- 3 fois champion de France sur 10 000 m en 1973 et sur 20 km en 1973 et 1974
- 2 fois vice-champion de France sur 10 000 m en 1971 et 1972

### Records
Lucien Rault a détenu plusieurs records notamment :
- recordman de France des 20 km (59 min 11 s) et de l'heure (20 km 305 m) de 1973. Ce record a tenu jusqu'en 1989.

mais il détient encore des records comme :
- - recordman du monde vétéran en titre du 5 000 m depuis 1976 (13 min 45 s 6)
  - recordman du monde vétéran en titre du 10 000 m depuis 1976 (28 min 33 s 4)